# Marisa Pedulla
Marisa Lee Pedulla (Bellefonte, 25 de abril de 1969) es una deportista estadounidense que compitió en judo. Ganó una medalla de bronce en el Campeonato Panamericano de Judo de 1997 en la categoría de –52 kg.
Participó en los Juegos Olímpicos de Atlanta 1996, donde finalizó séptima en la categoría de –52 kg.

## Palmarés internacional
| Campeonato Panamericano | Campeonato Panamericano | Campeonato Panamericano | Campeonato Panamericano |
| Año                     | Lugar                   | Medalla                 | Categoría               |
| ----------------------- | ----------------------- | ----------------------- | ----------------------- |
| 1997                    | Guadalajara (México)    | Medalla de bronce       | –52 kg                  |